# Audiofrekvens
En audiofrekvens, en ljudfrekvens eller hörbar frekvens, är en periodisk vibration vars frekvens är hörbar för den genomsnittliga människan. SI-enheten för frekvens är hertz (Hz). Det är ljudets egenskap som mest bestämmer tonhöjden.
Det allmänt accepterade standardhörselområdet för människor är 20 till 20 000 Hz. I luft representeras det av ljudvågor med våglängder på 17 meter till 1,7 centimeter. Frekvenser under 20 Hz känns i allmänhet snarare än hörs, förutsatt att vibrationens amplitud är tillräckligt stor. Ljudfrekvenser över 20 kHz kallas ultraljud.
Ljud fortplantar sig som mekaniska vibrationsvågor av tryck och förskjutning, i luft eller andra ämnen. I allmänhet bestämmer frekvenskomponenter i ett ljud dess "färg", dess klang. När man talar om frekvens (i singularis) av ett ljud, betyder det den egenskap som mest bestämmer dess tonhöjd. Högre tonhöjder har högre frekvens och lägre tonhöjder har lägre frekvens.
De frekvenser ett öra kan höra är begränsade till ett specifikt frekvensområde. Det hörbara frekvensområdet för människor anges vanligtvis vara mellan cirka 20 Hz och 20 000 Hz (20 kHz), även om den höga frekvensgränsen vanligtvis minskar med åldern. Andra arter har olika hörselområden. Till exempel kan vissa hundraser uppfatta vibrationer upp till 60 000 Hz.
I många medier, som luft, är ljudets hastighet ungefärligen oberoende av frekvensen, så ljudvågornas våglängd (avståndet mellan repetitioner) är ungefär omvänt proportionell mot frekvensen.

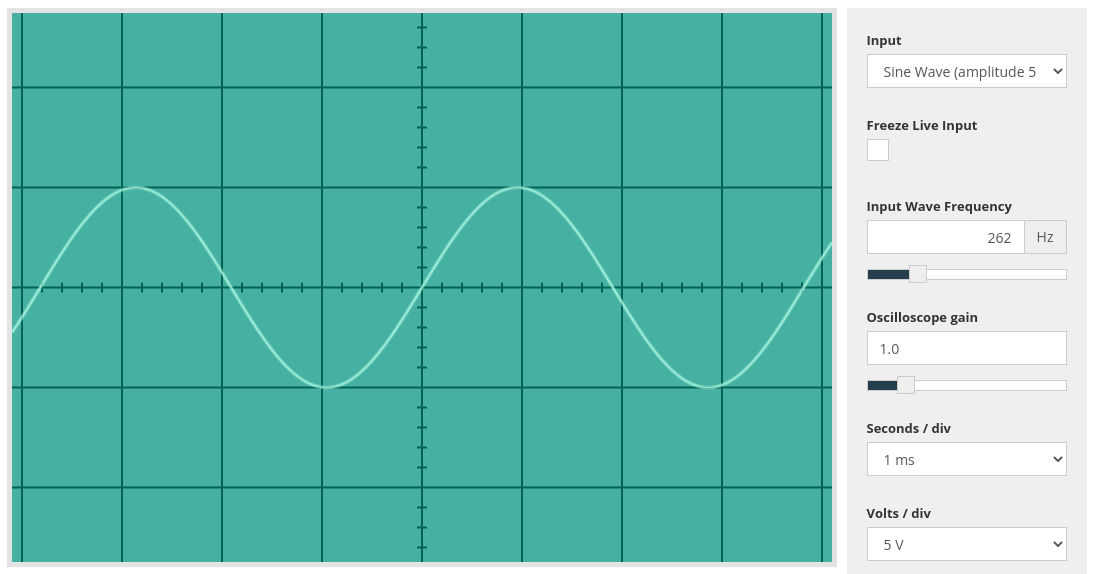
Mellan-C på ett virtuellt oscillogram av en sinuston (262 Hz).

## Oktaver
| Frekvens (Hz)      | Oktav               | Beskrivning                                                                                          |
| ------------------ | ------------------- | --- |
| 16 till 32         | Första              | Den lägre mänskliga hörseltröskeln, och de lägsta pedaltonerna hos en piporgel.                      |
| 32 till 512        | Andra till femte    | Rytmfrekvenser, där de lägre och de övre bastonerna ligger.                                          |
| 512 till 2 048     | Sjätte till sjunde  | Definierar mänsklig taligenkänning; ger ljudet en hornliknande kvalitet.                             |
| 2 048 till 8 192   | Åttonde till nionde | Ger närvaro åt talet, där de labiala konsonantljuden och de frikativa konsonantljuden ligger.        |
| 8 192 till 16 384  | Tionde              | Briljans, ljudet av klockor och ringandet av cymbaler samt frikativa i tal.                          |
| 16 384 till 32 768 | Elfte               | Bortom briljans, dunkla ljud som närmar sig eller precis passerar den övre mänskliga hörseltröskeln. |